# تفجير حافلة فريق بوروسيا دورتموند
في 11 أبريل 2017، تعرضت حافلة فريق بوروسيا دورتموند الألماني لكرة القدم لهجوم بقنابل زرعت على جانب الطريق في مدينة دورتموند بألمانيا.
انفجرت ثلاث قنابل بينما كانت الحافلة تنقل الفريق إلى الملعب الفيستفالي في مباراة الذهاب من الدور ربع النهائي أمام موناكو في دوري أبطال أوروبا، أصيب أحد لاعبي الفريق، مارك بارترا، وأحد رجال الشرطة، ولكن نوافذ الحافلة المعززة حالت دون وقوع إصابات.
في 21 أبريل 2017 ، ألقت الشرطة الألمانية القبض على رجل للاشتباه في أنه زرع قنابل لخفض سعر سهم بوروسيا دورتموند والربح من إنخفاضها وقد قام بشرائها قبل الهجوم.

## التفجير
تعرضت حافلة فريق بوروسيا دورتموند للهجوم بثلاث قنابل أنبوبية الصنع بينما كانت في طريقها إلى الملعب الفيستفالي في دورتموند. كانت القنابل مخبأة في السياج على جانب الطريق وفجرت في حوالي الساعة (17:15 بالتوقيت العالمي). كانت معبأة بكور معدنية صغيرة الحجم وكان مداها يصل إلى حوالي 100 متر (109 ياردة). بناءً على نوع المتفجرات المستخدمة، تفترض السلطات الألمانية «تورط إرهابي» في هذا التفجير، استخدمت بالقنابل صواعق عسكرية وربما تكون المتفجرات قد أتت من مخزونات عسكرية خاصة بالجيش الألماني، أصيب لاعب كرة القدم الإسباني وعضو فريق دورتموند مارك بارترا بشظايا الزجاج من نافذة الحافلة المحطمة. تم نقله إلى مستشفى قريب حيث أجريت عملية جراحية لمعصمه الأيمن على الفور. [مصدر] عانى رجل شرطة من انفجار وصدمة. كان يرافق الحافلة على دراجة نارية، من المحتمل جدًا أنه بدون قوة الحافلة و النوافذ المعززة لكانت هناك خسائر كبيرة، تم بناء الحافلة المستخدمة من قبل بوروسيا دورتموند بشكل أقوى من الحافلات التقليدية المستخدمة وبسبب قوة الحافلة أصبح هناك خسائر أقل مما كان يمكن أن يكون إذا كانت الحافلة بالشكل التقليدي.
في ذلك الوقت ، كانت الحافلة في طريقها إلى المحطة الأولى من ربع نهائي بوروسيا دورتموند مع موناكو في دور الثمانية 2016/17 دوري أبطال أوروبا في الملعب الفيستفالي، تم إعادة جدولة المباراة لليوم التالي، حيث خسرها بوروسيا دورتموند 3-2.

## التحقيق
تعامل الشرطة الألمانية ومحامو الدولة الأمر على أنه محاولة قتل وهجوم مخطط له على بوروسيا دورتموند، كانت هناك ثلاثة ادعاءات عن المسؤول: أحدها يدعي وجود دافع إسلامي ، والآخر منشور على الإنترنت يتهم "معاداة الفاشية"، وأُرسل في وقت لاحق إلى جريدة تتهم الإرهاب اليميني المتطرف. في البداية وصف مكتب المدعي العام الاتحادي الألماني الهجوم بأنه عمل إرهابي مع احتمال تورط إسلاميين فيه، ووصف وزير الداخلية في شمال الراين وستفاليا الهجوم بأنه «احترافي».

تحقق الشرطة فيما إذا كان الهجوم من قبل الإسلاميين أم من الأرهاب اليساري أم من الأرهاب اليميني. وفقًا لوسائل الإعلام الألمانية، يفكر المحققون أيضًا فيما إذا كانت هناك أجهزة أمنية أجنبية وراء التفجير.

## المشتبه بهم
في المرحلة الأولى من التحقيق، حددت الشرطة شخصين مشتبه بهما واعتقلت أحدهما، تم تفتيش شقق كلا المشتبه بهم، المشتبه به المعتقل كان مهاجرًا عراقيًا يعيش في فوبرتال وكان يشتبه في كونه متطرفًا إسلاميًا. تعتقد الشرطة أن وحدة داعش في العراق متورطة في عمليات القتل والخطف والتهريب والابتزاز وأكدت الشرطة فيما بعد إلى أنه غير مسؤول عن تفجير الحافلة.
وفي 21 أبريل 2017، أعلن المدعي العام الفيدرالي أنه قد ألقي القبض على مواطن ألماني روسي يبلغ من العمر 28 عامًا، تم التعرف عليه باسم سيرج وينرجولد، الرجل كان يقيم في فندق فريق بوروسيا دورتموند، قام بزرع متفجرات على الطريق الذي تمر منه حافلة الفريق في وقت لاحق إلى الملعب، اختار غرفة بها نافذة مواجهة للطريق حتى يتمكن من إطلاق الانفجار عن بعد عندما تمر الحافلة.
تبين أنه في يوم الهجوم، كان قد اشترى أسهم بقيمة 78000 يورو من أحد البنوك الاستثمارية باستخدام الإنترنت في غرفته بالفندق. كانت هذه ستجعله يحقق ربحًا كبيرًا يصل إلى 3.9 مليون يورو إذا انخفض سعر سهم بوروسيا دورتموند بعد هجوم ناجح، لكنه انخفض بنسبة 5٪ فقط بعد الهجوم واسترد قيمته لاحقًا. أثارت هذه الصفقة غير المعتادة شكوك حول غسيل الأموال عند موظفي البنك، مما دفعهم إلى تنبيه السلطات، مما أدى إلى اعتقاله، وقالت الشرطة أيضا أن سيرج وينرجولد وضع دليل في مكان الجريمة لتوريط المسلمين في الهجوم، [مصدر] كان هذا النوع من الإرهاب مختلفًا عن السابق لأن هذا الإرهابي كان إرهابيًا من أجل الربح، الإرهاب من أجل الربح هو الذي يرتكب عملا إرهابيا في محاولة لتحقيق مكاسب مالية لنفسه.

## المحاكمة
اعترف سيرج وينرجولد خلال المحاكمة بأنه تعلم كيفية صنع القنبلة على جوجل. وقال أيضًا إنه وضع عن قصد في القنبلة مواد أقل مما هو مقترح على جوجل حتى لا يقتلهم، لقد استخدم ثلاث قنابل مصنوعة من الأنابيب في هجومه، أدلى مارك بارترا وثلاثة لاعبين أخرين من نادي بوروسيا دورتموند، بشهادتهم في محاكمة سيرج، قال مارك بارترا إنه خشى على حياته عندما انفجرت القنبلة وأصابته وكانت اصابة مارك بارترا في الهجوم كسر في الرسخ واضطر إلى قضاء خمسة أيام في المستشفى بعد الهجوم، حاول سيرج الاعتذار لبارترا أثناء المحاكمة، جادل ممثلو الادعاء الألمان في المحكمة بأنه يجب الحكم على سيرجيه وينرجولد بالسجن مدى الحياة لأفعاله. زعم سيرج وينرجولد أنه لا يقصد قتل أي شخص بهجومه فقط أراد إثارة الذعر لكن المدعين قالوا إن هذا غير صحيح وأنه يعتزم قتل أكبر عدد ممكن في هجومه على حافلة فريق بوروسيا دورتموند، تم اتهامه بـ 28 محاولة القتل في هجوم أبريل 2017.
وبعد محاكمة دامت 11 شهراً تم الحكم عليه بالسجن 14 سنة

## بعد الانفجار
تم تأجيل المباراة حتى اليوم التالي في الساعة (16:45 بالتوقيت العالمي) ، مما أدى إلى فوز موناكو بنتيجة 3-2، بينما أراد بوروسيا دورتموند تأجيل اللعبة أكثر من يوم واحد، إلا أن  الاتحاد الأوروبي لكرة القدم دفع للعب المباراة بغض النظر عن التاثير النفسي، اشتكت إدارة بوروسيا دورتموند من إعادة جدولة المباراة لليوم التالي، لقد شعروا أن هناك حاجة إلى مزيد من الوقت لكي يتعافوا من الحادث وأن من الصعب عليهم اللعب بمستوى عالٍ.
وإن توماس توخل، مدرب نادي بوروسيا دورتموند وقت الهجوم على الحافلة، يُزعم أنه انتقد عقلية اللاعبين بعد المباراة ومهاجمتهم بسبب عدم استعدادهم للعب في اليوم التالي للهجوم، هناك اعتقاد بأن هذا الخلاف كان بداية نهاية فترة توماس توخل كمدرب لبوروسيا دورتموند واتحد مشجعو موناكو وبوروسيا دورتموند في صداقة بعد التفجير، قدم العديد من محبي بوروسيا دورتموند والألمان والفنادق المحلية لعشاق موناكو طعامًا مجانيًا وأماكن للإقامة، أعربت المستشارة الألمانية أنجيلا ميركل عن ردة فعلها الرهيبة للهجوم. انتقد فريق بوروسيا بوروسيا دورتموند ولاعب كرة القدم السابق لوتار ماتيوس التخطيط على المدى القصير لدى الاتحاد الأوروبي لكرة القدم.

## خلاف المدرب
سبب هذا الانفجار خلاف بين المدير التنفيدي يواكيم فاتسكه ومدرب النادي توماس توخيل على لعب المباراة في اليوم التالي من الانفجار الذي استهدف الحافلة وأبرزت صحيفة فوسبال بيلد شهادة توماس توخيل على الخلاف قائلاً: «كنت سأبقى مدربا لدورتموند لولا حادثة التفجير».